# Gábor Köves
Gábor Köves, né le 7 janvier 1970 à Budapest, est un joueur de tennis professionnel hongrois.

## Carrière
Spécialiste du double, Gábor Köves a atteint deux finales sur le circuit ATP à Bologne en 1996 et Bogota en 1998 et a remporté quatre tournois Challenger : Genève en 1995, Guayaquil en 1997, Budapest en 1998 et Kiev en 2000.
Il a participé à trois olympiades en double : 1988, 1996 et 2000.
Il a aussi été membre de l'Équipe de Hongrie de Coupe Davis dans laquelle il a joué les matchs de double de 1988 à 2001. Il a notamment joué un match dans le groupe mondial en 1996 face à la République Tchèque, associé à Sándor Noszály et perdu sur le score de 6-7, 6-7, 7-6, 6-4, 6-4. Il est depuis 2017 le capitaine de l'équipe. Il ramène le pays dans le groupe mondial en 2018 pour la première fois en 22 ans.

## Palmarès

### Finales en double messieurs
| No | Date       | Nom et lieu du tournoi                   | Catégorie    | Dotation  | Surface      | Vainqueurs                          | Partenaire  | Score         |  |
| -- | ---------- | ---------------------------------------- | ------------ | --------- | ------------ | ----------------------------------- | ----------- | ------------- |  |
| 1  | 17-06-1996 | Internazionali di Tennis Carisbo Bologne | World Series | 303 000 $ | Terre (ext.) | Brent Haygarth Christo van Rensburg | Karim Alami | 6-1, 6-4      |  |
| 2  | 02-11-1998 | Cerveza Club Colombia Open Bogota        | Int' Series  | 315 000 $ | Terre (ext.) | Diego del Río Mariano Puerta        | Eric Taino  | 6-7, 6-3, 6-2 |  |

## Parcours dans les tournois duGrand Chelem

### En double
| Année | Open d'Australie            | Open d'Australie        | Internationaux de France      | Internationaux de France | Wimbledon                   | Wimbledon             | US Open                    | US Open               |
| ----- | --------------------------- | ----------------------- | ----------------------------- | ------------------------ | --------------------------- | --------------------- | -------------------------- | --------------------- |
| 1996  | —                           | —                       | 1er tour (1/32) A. Richardson | B. Black G. Connell      | 1er tour (1/32) P. Albano   | B. Black G. Connell   | 2e tour (1/16) L. Bale     | K. Nováček N. Pereira |
| 1997  | 1er tour (1/32) C. Ferreira | D. Flach T. Middleton   | —                             | —                        | —                           | —                     | —                          | —                     |
| 1998  | 1er tour (1/32) T. El-Sawy  | E. Ferreira R. Leach    | 2e tour (1/16) J. Tarango     | M. Knowles D. Nestor     | 2e tour (1/16) J. Tarango   | D. Johnson F. Montana | 1er tour (1/32) J. Tarango | M. Kohlmann M. Ruah   |
| 1999  | 1er tour (1/32) A. Savolt   | T. Kempers J. Siemerink | 2e tour (1/16) N. Đorđević    | D. del Río M. Rodríguez  | 1er tour (1/32) R. Štěpánek | D. Bowen M. Sell      | —                          | —                     |

N.B. : le nom du ou de la partenaire se trouve sous le résultat ; le nom des ultimes adversaires se trouve à droite.